# Новинка (Климовское сельское поселение)
Новинка — деревня в Ефимовском городском поселении Бокситогорского района Ленинградской области.

## Название
Происходит от слова «новь» — впервые вспаханная земля.

## История
НОВИНКА — деревня Забелинского общества, прихода села Озерева.

Крестьянских дворов — 13. Строений — 40, в том числе жилых — 19. 

Число жителей по семейным спискам 1879 г.: 34 м. п., 38 ж. п.; по приходским сведениям 1879 г.: 31 м. п., 35 ж. п.

В конце XIX — начале XX века деревня административно относилась к Тарантаевской волости 5-го земского участка 3-го стана Тихвинского уезда Новгородской губернии.

НОВИНКА — деревня Забелинского общества, число дворов — 16, число домов — 36, число жителей: 40 м. п., 41 ж. п.; Занятия жителей: земледелие, лесные заработки. Река Чагода. (1910 год)

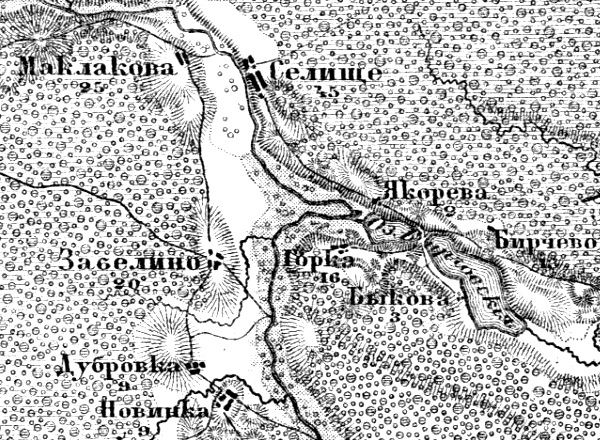
Деревня Новинка на карте 1912 года

Согласно военно-топографической карте Новгородской губернии издания 1912 года, деревня Новинка насчитывала 9 крестьянских дворов.
С 1917 по 1918 год деревня входила в состав Тарантаевской волости Тихвинского уезда Новгородской губернии.
С 1918 года, в составе Череповецкой губернии.
С 1924 года, в составе Соминской волости Устюженского уезда.
С 1927 года, в составе Коргорского сельсовета Ефимовского района.
В 1928 году население деревни составляло 122 человека.
По данным 1933 года деревня Новинка входила в состав Коргорского карельского национального сельсовета Ефимовского района.
С 1965 года в составе Бокситогорского района.
По данным 1966 года деревня Новинка также входила в состав Коргорского сельсовета.
По данным 1973 года деревня Новинка входила в состав Озеревского сельсовета.
По данным 1990 года деревня Новинка входила в состав Климовского сельсовета.
В 1997 году в деревне Новинка Климовской волости проживали 25 человек, в 2002 году — 24 человека (все русские).
В 2007 году в деревне Новинка Климовского СП проживали 20 человек, в 2010 году — 15.
В мае 2019 года Климовское сельское поселение вошло в состав Ефимовского городского поселения.

## География
Деревня расположена в южной части района к югу от автодороги 41К-278 (Климово — Забелино).
Расстояние до деревни Климово — 11 км.
Расстояние до ближайшей железнодорожной станции Ефимовская — 64,5 км. 
Деревня находится близ правого берега реки Чагода на северном берегу безымянного озера.

## Демография
| 1997 | 2002 | 2007 | 2010 | 2017 |
| ---- | ---- | ---- | ---- | ---- |
| 25   | ↘24  | ↘20  | ↘15  | ↘11  |

## Инфраструктура
На 1 января 2013 года в деревне числилось 6 домохозяйств.